# 門司亮
門司 亮（もんじ まこと、1897年12月27日 - 1993年6月1日）は、日本の政治家。元衆議院議員（10期）。

## 経歴
福岡県遠賀郡岡県村（現在の岡垣町）大字吉木の農家門司冨松・タカ子の二男に生まれる。1912年に岡垣村立吉木尋常高等小学校（現在の岡垣町立吉木小学校）を卒業し、農業従事の後に1915年10月旭硝子株式会社牧山工場（現在の同社北九州事業所）入社。翌年4月に同社鶴見工場に転勤するが、労働災害に遭い、その交渉結果を不服とした会社により事実上解雇される。
1918年7月浅野製鉄所に入社し、翌年8月に発生した賃上げ争議とその関係者に対する解雇撤回要求を契機として日本労働総同盟潮田支部に入会する。解雇は一部撤回されて、解雇された者も解雇手当増額を勝ち取るが、その後経営悪化により工場が閉鎖された。妻の兄を頼り1920年5月横浜船渠会社（のちの三菱重工業株式会社横浜造船所）入社、1923年2月に浅野造船ドック部入社。1926年5月に日本労働総同盟友愛会神奈川鉄工組合浅野ドック支部に入会し教育部長就任（福本駒吉支部長で高山音一が事実上指導。門司は後に支部長）。同年12月に社会民衆党横浜支部鶴見分会に入党。1930年2月に日本労働総同盟横浜支部連合会会長就任、1932年9月社会民衆党と労農大衆党の合同による社会大衆党に入党。1933年10月に労働争議により浅野ドックを解雇される。
1934年1月横浜市会議員（第二選挙区（現在の横浜市鶴見区・神奈川区・西区・保土ケ谷区・旭区）で社会大衆党（市会会派は無産党）にてトップ当選。他に同党で石河京市、平山伊三雄、森栄一が当選。）・1936年6月神奈川県会議員にトップ当選（横浜市鶴見区選挙区、当時は市会議員と兼職可能だった。）。さらに1938年3月横浜市議選（第二選挙区で社会大衆党にて2位で再選。他に同党で麻生喜市、石河京市、田上松衛、平山伊三雄、松尾常一（のち初の女性国会議員松尾トシ子の夫）が当選。）と1942年6月横浜市議選（横浜市鶴見区選挙区で大政翼賛会推薦にて3位で三選。社会大衆党から他に田上松衛、平山伊三雄が翼賛会推薦で当選。非推薦の立候補はなし。）に横浜市会議員再選。なお、1940年2月に粛軍演説による斎藤隆夫衆議院議員除名に反発した社会大衆党離党有志と共に勤労国民党結成準備会を発足させるが、同年5月に当局から結社禁止を命じられる。
戦後は1945年10月の日本社会党結成と同時に入党し、同鶴見支部長に就任。翌年3月日本農民組合神奈川県連合会長、新憲法下での初の総選挙である1947年4月の第23回衆議院議員総選挙 神奈川県第1区に日本社会党から出馬し当選する。その後、第25回～27回総選挙は右派社会党、第28回総選挙は日本社会党、第29回総選挙からは民主社会党から出馬し、1961年～1962年党中央執行委員兼国会議員団副団長、1963年～1966年国会議員団長（1963年は地方議会対策委員長も兼任）、1967年以降党顧問を歴任し、当選を重ねるが、1972年12月の第33回衆議院議員総選挙で次点となり、政界を引退した。次の選挙から、社会民衆党時代の同志だった三浦寅之助の子息である三浦隆が後継出馬している。なお、落選後も1991年度まで党顧問を務めた。
また、憲法擁護新国民会議（現在の民社人権会議）議長、政界浄化公営選挙連盟会長、世界連邦建設同盟（現在の世界連邦運動協会）執行理事、財団法人希望更生会（身体障碍者技能養成訓練施設）会長も歴任した。
1993年6月1日、心不全のため横浜市金沢区の病院で逝去。墓所は、横浜市営日野公園墓地。

## 人物・政治姿勢
地方政治に明るく、衆議院の地方行政委員会では論客として知られていた。
浅野造船ドック部労働者時代に鶴見で関東大震災に遭遇し、朝鮮人暴動のデマに踊らされた民衆に対して身体を張ってなだめ、説得した大川常吉神奈川警察署鶴見分署長を目の当たりにして、社会的に大きな示唆を与えられたと感じ、のちの社会主義者として社会運動をする上で大きな教訓になったと述べている。また、衆議院議員時代に鶴見朝鮮初級学校前身の鶴見朝鮮学院開設における土地取得保証人になった。
衆議院議員当選間もない時期に、みすぼらしい格好で議員パスを使ってバスに乗ったところ、バス運転手に偽者と疑われて鶴見区上末吉駐在所（現　鶴見警察署上末吉交番）に連行されたことがある。
社会党右派の河上派に属していたが、春日一幸と行動を共にした。塚本三郎は「『西尾末廣は好きではないが、春日がいうなら、移るよ。』といって民社党結党に加わった。『春日君』と君付けで呼べるのは門司さんぐらいだった」と証言している。
非武装中立、日韓基本条約反対、日米安保無用論、沖縄の「核抜き本土並み」を主張し、社会党張りの論調を展開して曽祢益と真っ向から対立し盛大に論争を繰り広げた。また第7次選挙制度審議会に野党委員として初めて小選挙区制導入を提案した。本会議ではメモなし演説でも有名だった。
大内啓伍は「満員電車で国会に通い、『ボクの顔ではグリーン車には乗せてくれないからね』とおどけておられた。それに信念を貫き、自分が正しいと思ったことはガンとして曲げない人だった」と証言している。
1966年5月21日に鶴見区の臨港鶴見川橋付近で発生した殺人事件被害者の両親が始めた犯罪被害者補償法制定運動（映画「衝動殺人 息子よ」のモデル）を支援し、1967年6月4日鶴見区内で開かれた殺人犯罪撲滅推進遺族会にも参加した。なお、門司亮自身が横浜市会議員の門司真（1965年2月28日に食道ガンのため44歳で逝去）を含む3人の子に戦後先立たれている（すべて成人後の他界）。

## 著作
- 戦後の地方行財制（1957年、門司亮刊行会）
- 農村はなぜ貧乏か―地方行政の批判（1958年、三一新書）
- 地方自治の一断面（1974年、全国加除法令出版）
- わが人生（1980年、門司亮「わが人生」刊行委員会）